# Sporočilo svetega zakramenta
Sporočilo svetega zakramenta (italijansko La disputa del sacramento) je slika italijanskega renesančnega umetnika Rafaela. Naslikana je bila med letoma 1509 in 1510 kot prvi del Rafaelovega naročila za okrasitev s freskami prostorov, ki so danes znani kot Rafaelove stance (Stanze di Raffaello), v Apostolski palači v Vatikanu. Takrat je bila ta soba znana kot Stanza della Segnatura in je bila zasebna papeška knjižnica, kjer se je sestajalo vrhovno papeško sodišče.

## Naslov
Naslov Disputa del Sacramento je drugotnega pomena. »Spore« teologov o »hostiji na oltarju« je prvič omenil Giorgio Vasari leta 1550 v kratkem opisu slike, po drugi vsebini slike. Naziv, ki se uporablja še danes, se je postopoma uveljavil šele v drugi tretjini 17. stoletja in je v strokovni literaturi dosledno kritiziran.

## Zgodovina
Na prelomu leta 1508/09 je Julij II. (papež 1503–1513) Rafaela pooblastil za poslikavo novih stanovanjskih in uradnih prostorov v Apostolski palači, ki se danes imenujejo Rafaelove sobe, s katerimi je med drugim že delal Giovanni Antonio Bazzi. Leta 1550 je Vasari sobo, v kateri je Disputa, poimenoval Stanza della Segnatura in se tako imenuje še danes, vendar ni gotovo, ali je ta namen sejne sobe papeške pravne komisije obstajal že v času nastanka slike ali če je prvotno obstajala, bi morala biti v njej papeška knjižnica, kot kaže nekatera ikonografija.
Duhovni svet Stanze della Segnatura se ujema s svetom drugih sodobnih spisov in podob, čeprav je Rafael morda imel svetovalce za oblikovanje svojih fresk, ki so bile premišljene do zadnje podrobnosti. V zadnjem času je bil Egidij iz Viterba sprejet kot neposredni ali posredni vir navdiha.[6]

## Opis
Na sliki je Rafael ustvaril prizor, ki zajema nebo in zemljo. Zgoraj je Kristus obdan z avreolo, na njegovi desni in levi strani sta Blažena Devica Marija in Janez Krstnik (postavitev, znana kot Deesis). Druge različne svetopisemske osebe, kot so Peter (skrajno levo, drži ključe), Adam (skrajno levo, razgaljena prsa), Janez Evangelist (levo, piše), kralj David (levo, drži liro), sveti Lovrenc (levo, nosi škrlat) , Juda Makabejec (desno, v zlatem oklepu), Štefan (desno, oblečen v zeleno), Mojzes (desno, z rogovi luči in drži deset zapovedi), Jakob Starejši (desno, oblečen v belo), Abraham (desno, drži nož ), in Pavel (skrajno desno, s knjigo in mečem) sta ob straneh. Bog Oče sedi nad vsemi v zlati svetlobi nebes in ga obožujejo angeli, blagoslavlja z desnico in drži Zemljo v levici. Pod Kristusovimi nogami je Sveti Duh v tipični obliki goloba, ob strani katerega so knjige štirih evangelijev, ki jih držijo putti.
Spodaj na oltarju je monštranca. Na obrobju oltarja piše Julius II Pont. Max. Oltar obdajajo zgodovinski teologi, ki razpravljajo o transsubstanciaciji (Kristusova navzočnost v evharistiji). Med njimi so prvotni štirje cerkveni očetje (ki jih prepoznamo po imenih, vpisanih v njihove svetnišje sije), s papežem Gregorjem I. in Hieronimom, ki sedita levo od oltarja, Avguštinom in Ambrožem pa desno, skupaj s papežem Julijem II., papežem Sikstom IV., Savonarolo in Dante Alighieri. Papež Sikst IV. je v zlato oblečen papež na dnu slike. Takoj za Sikstom je Dante, oblečen v rdeče in z lovorovim vencem (kar simbolizira njegovo pesniško veličino). Peti z desne stoji sveti Tomaž Akvinski. Plešasta figura, ki bere knjigo v levem kotu, je Rafaelov mentor in renesančni arhitekt Donato Bramante, bradata figura na desni strani, oblečena v oranžna in modra oblačila, pa je Aristotel. Menih na skrajni levi je Fra Angelico. V ozadju na levi je cerkev v gradnji, ki predstavlja katoliško cerkev.